# Saint-Mars-la-Jaille

Localització de Saint-Mars-la-Jaille

Saint-Mars-la-Jaille (en bretó Sant-Marzh-an-Olivenn) és un municipi francès, situat a la regió de país del Loira, al departament de Loira Atlàntic, que històricament va formar part de la Bretanya. L'any 2006 tenia 2.367 habitants. Limita amb Saint-Sulpice-des-Landes i Bonnœuvre a Loira Atlàntic, Freigné a Maine i Loira.

## Demografia
| 1962                                       | 1968  | 1975  | 1982  | 1990  | 1999  |
| ------------------------------------------ | ----- | ----- | ----- | ----- | ----- |
| 1.793                                      | 1.873 | 2.035 | 2.179 | 2.114 | 2.192 |
| Des de 1962: població sense dobles comptes |       |       |       |       |       |

## Administració
| Període   | Identitat                      | Partit |
| --------- | ------------------------------ | ------ |
| 1965-2001 | Charles-Henri de Cossé-Brissac |        |
| 2001-     | Yves Ripoche                   |        |